# Temesvár–Alsósztamora-Temesmóra-vasútvonal
A Temesvár–Alsósztamora-Temesmóra-vasútvonal (románul: Calea ferată Timișoara-Stamora Moravița) vasútvonal Romániában, a Bánságban, Temesvár-Északi pályaudvar és Alsósztamora-Temesmóra között. A vonal egyvágányú, nem villamosított, normál nyomtávú.

## Történelem
1857-ben Temesváron elkezdték a 120 kilométeres Temesvár–Jaszenova–Báziás vasútvonal építését, melyet 1858. augusztus 30-án adtak át a forgalomnak. Eredeti nyomvonala a Püspök híd (ma Vitéz Mihály híd) melletti vashídon keresztezte a Béga-csatornát, és onnan szinte egyenesen dél-délnyugat felé tartva, az Erzsébetvárosi temető mellett elhaladva érte el a mai nyomvonalat. 
1920-ban a trianoni békeszerződés következtében vonal egy része Romániához, egy része a Szerb–Horvát–Szlovén Királysághoz került. Mivel Temesváron belüli nyomvonala idővel akadályává vált a város fejlődésének, ezért 1932-ben áthelyezték mai nyomvonalára, azóta vezet az eredetileg a Temesvár–Módos-vasútvonal miatt épült Módosi hídon át.
A Sági út (calea Şagului) felüljárója 1974–1975-ben épült meg a vonal felett.

## Forgalom
A 2021-ben érvényes menetrend szerint a CFR Călători napi 3 pár személyvonatot közlekedtet Temesvár-Északi pályaudvar és Alsósztamora-Temesmóra között, a Regio Călători pedig napi 5 pár személyvonatot a vonal Temesvár-Északi pályaudvar és Vejte közötti szakaszán, valamint a Vejte–Resicabánya-vasútvonalon át Resicabányáig.